# Championnats du monde de VTT et de trial 2000
Pour les articles homonymes, voir Trial (homonymie).
Navigation
Åre 1999 Vail - Beaver Creek  2001
Les championnats du monde de VTT et de trial 2000 se sont déroulés à Sierra Nevada en Espagne du 3 au 11 juin 2000. C'est la première édition des championnats du monde où le VTT et le trial se déroulent conjointement. En VTT, l'épreuve de dual slalom apparait pour la première fois, elle sera remplacée dès 2002 par l'épreuve de four-cross.

## Médaillés

### Cross-country
| Épreuves                                    | Or                                                                            | Or              | Argent                                                             | Argent       | Bronze                                                       | Bronze       |
| ------------------------------------------- | ----------------------------------------------------------------------------- | --------------- | ------------------------------------------------------------------ | ------------ | ------------------------------------------------------------ | ------------ |
| Hommes, élites résultats détaillés          | Miguel Martinez                                                               | 2 h 17 min 38 s | Roland Green                                                       | + 2 min 52 s | Bart Brentjens                                               | + 4 min 51 s |
| Femmes, élites résultats détaillés          | Margarita Fullana                                                             | 2 h 07 min 42 s | Alison Sydor                                                       | + 3 min 27 s | Paola Pezzo                                                  | + 4 min 42 s |
| Hommes, moins de 23 ans résultats détaillés | José Antonio Hermida                                                          | 2 h 08 min 34 s | Martí Gispert                                                      | + 3 min 42 s | Kashi Leuchs                                                 | + 4 min 15 s |
| Hommes, juniors résultats détaillés         | Walker Ferguson                                                               | 1 h 43 min 31 s | Iñaki Lejarreta                                                    | + 30 s       | Florian Vogel                                                | + 48 s       |
| Femmes, juniors résultats détaillés         | Sonja Traxel                                                                  | 1 h 23 min 42 s | Maja Włoszczowska                                                  | + 1 min 44 s | Nicole Cooke                                                 | + 2 min 19 s |
| Relais mixte résultats détaillés            | Espagne Roberto Lezaun Margarita Fullana Iñaki Lejarreta José Antonio Hermida | 2 h 08 min 14 s | Suisse Florian Vogel Christoph Sauser Barbara Blatter Silvio Bundi | + 4 min 50 s | Italie Marco Bui Leonardo Zanotti Mirko Faranisi Paola Pezzo | + 6 min 03 s |

### Descente
| Épreuves                            | Or                     | Or            | Argent         | Argent   | Bronze               | Bronze   |
| ----------------------------------- | ---------------------- | ------------- | -------------- | -------- | -------------------- | -------- |
| Hommes, élites résultats détaillés  | Myles Rockwell         | 3 min 55.01 s | Steve Peat     | + 0.57 s | Mickael Pascal       | + 0.67 s |
| Femmes, élites résultats détaillés  | Anne-Caroline Chausson | 4 min 18.13 s | Katja Repo     | + 1.13 s | Marla Streb          | + 1.90 s |
| Hommes, juniors résultats détaillés | Julien Poomans         | 4 min 08.19 s | Michael Hannah | + 0.22 s | Jean-Paul Labossière | + 2.46 s |
| Femmes, juniors résultats détaillés | Kathy Pruitt           | 4 min 33.08 s | Helen Gaskell  | + 4.02 s | Fionn Griffiths      | + 4.26 s |

### Dual slalom
| Épreuves                   | Or                     | Argent      | Bronze           |
| -------------------------- | ---------------------- | ----------- | ---------------- |
| Hommes résultats détaillés | Wade Bootes            | Brian Lopes | Mickael Deldycke |
| Femmes résultats détaillés | Anne-Caroline Chausson | Tara Llanes | Sabrina Jonnier  |

### Trial
| Épreuves                                      | Or           | Or | Argent              | Argent | Bronze               | Bronze |
| --------------------------------------------- | ------------ | -- | ------------------- | ------ | -------------------- | ------ |
| Hommes 26 pouces résultats détaillés          | Marc Vinco   |    | Marc Caisso         |        | Bruno Arnold         |        |
| Hommes 20 pouces résultats détaillés          | Daniel Comas |    | Marco Hösel         |        | Juan Antonio Linares |        |
| Hommes, juniors 26 pouces résultats détaillés | Kenny Belaey |    | Giacomo Coustellier |        | Thomas Oehler        |        |
| Hommes, juniors 20 pouces résultats détaillés | Kenny Belaey |    | Simon Billmaier     |        | Michael Hampel       |        |
| Par équipes, 26 pouces                        | France       |    | Espagne             |        | Pologne              |        |
| Par équipes, 20 pouces                        | Espagne      |    | Allemagne           |        | Pologne              |        |